# オカミミガイ科
オカミミガイ科（オカミミガイか、陸耳貝科、学名 Ellobiidae）は、海岸周辺や陸域に生息する巻貝のグループである。分類上は有肺類に分類され、モノアラガイ、カラマツガイ、ドロアワモチ、カタツムリなどに近縁である。大部分は殻を持つが、スメアゴル類は無殻でウミウシ状。
科の学名 Ellobiidae はタイプ属 Ellobium に命名規約上で科を表す語尾「-idae」を付したもの。Ellobium は古代ギリシャ語の（ἐλλόβιον, ellobion）（耳たぶ、イヤリングなどの意）に由来し、Ellobium 属のタイプ種であるミダノミミガイの殻口の形が耳たぶに似ていることに因む。
和名も同様に耳を思わせる殻口の形状に由来するが、全く系統の異なる海産のミミガイ科（アワビ類）に対し、陸域近くに生息するためにオカ（陸）が付いた。英語でのオカミミガイ科の総称は "Marsh snail(s)"（湿地の巻貝）で、"Ear snail"（耳形の巻貝）とする表現も見られる。

## 形態
大部分の種は軟体部を完全に内部に引き込める水滴形や楕円球形の巻いた貝殻をもつ。しかしユキカラマツガイ亜科の種では笠型（Trimusculus 属）やアワビ型（ Otina 属）のものから、スメアゴル類のように殻が完全に消失したウミウシ状のものも知られ、これらは外見の違いから Otinidae、ユキカラマツガイ科 Trimusculidae、スメアゴル科 Smeagolidae などの名で別科として扱われていたが、分子系統解析の結果に基づき21世紀になってから本科に含まれるようになった。
殻の大きさは、殻長が2mmに達しないニホンケシガイ Carychium nipponense のような微小種から、100mmを超えるミダノミミガイ Ellobium aurismidae まで種類によって異なるが、大部分は10mm-20mm前後で、日本産の最大種は殻長30mmを超えるオカミミガイ E. chinense である
殻の質は一般に堅固なものが多い。殻表は平滑か弱い彫刻のあるものが大部分だが、強い螺条をもつものや布目状の彫刻をもつものもあり、ユキカラマツガイ亜科のものでは放射状の彫刻もよく見られる。ただし顕著な突起をもつものなどはない。殻の色は褐色のものが一般的で、他に白・黄・黒などのものもある。ヒラシイノミガイ属など不規則な斑紋をもつものや、ハマシイノミガイ属の一部の種などに明瞭な色帯をもつものもあるが、鮮やかな色彩をもつものはほとんどない。殻皮はごく薄いものからミダノミミガイのように厚いものまである。幼貝のうちは殻皮に毛が見られるものも多く、一部には成貝でも非常に発達した毛をもつ種もある。多くの種で殻の内部が他の巻貝のように層になっておらず、広い一室になっているのも本科の特徴である。これは成長に伴い、古い螺旋状の仕切りが二次的に溶解吸収される結果である。
発生初期の幼生には蓋があるが、変態とともに消失し、幼貝期にはすでに蓋をもたない。しかし殻口の内側に歯のような突起が発達するものが多く、殻口を狭めることで外敵の侵入防止に役立っていると考えられている。
軟体部の頭部には2本の触角があり、目は触角の根元にある。雌雄同体で生殖口は体の右側にあるが、雌部と雄部はやや離れて別々に開口する。カタツムリなどと同様に肺をもち肺呼吸を行うが、海岸性の種では満潮時に水没する生活を送っているものも多い。

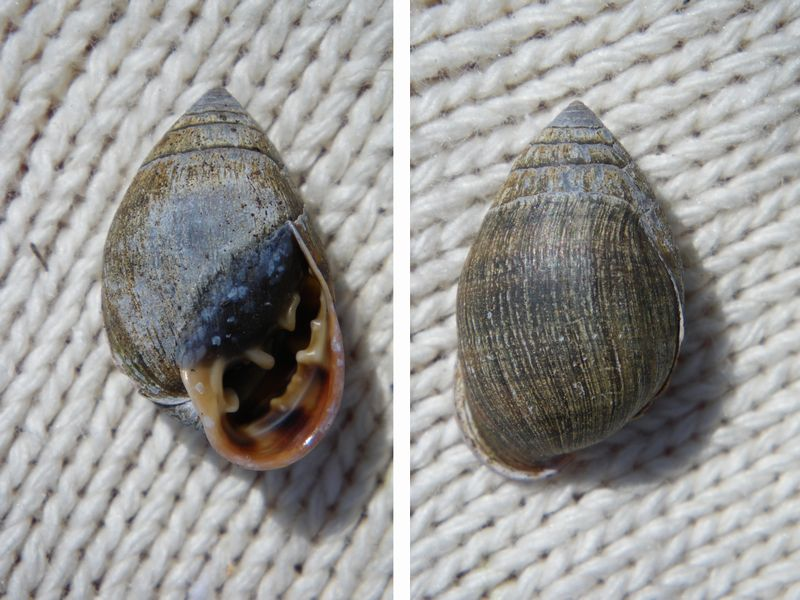
オキヒラシイノミガイ
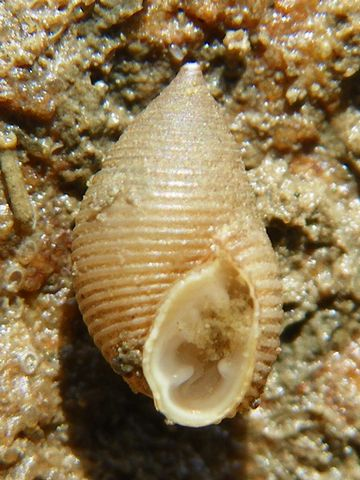
マキスジコミミガイ
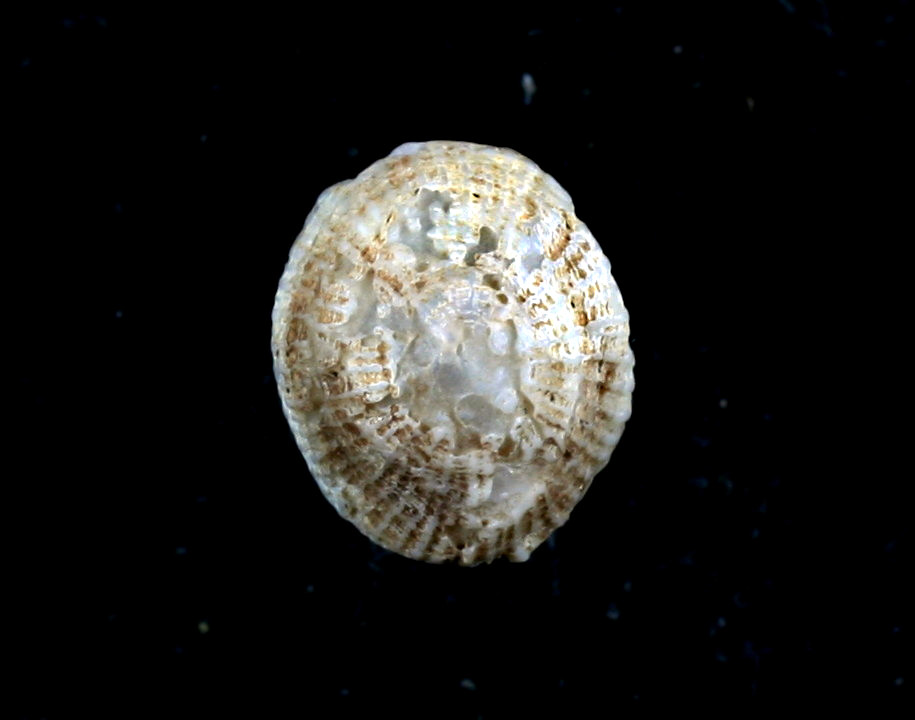
Trimusculus reticulatus（笠型）
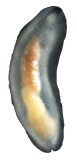
Smeagol（無殻でウミウシ状）

## 生態

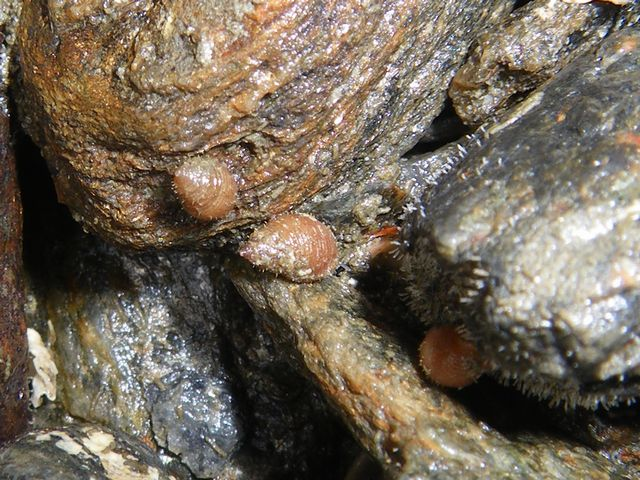
マキスジコミミガイ
（潮間帯上部の転石下）

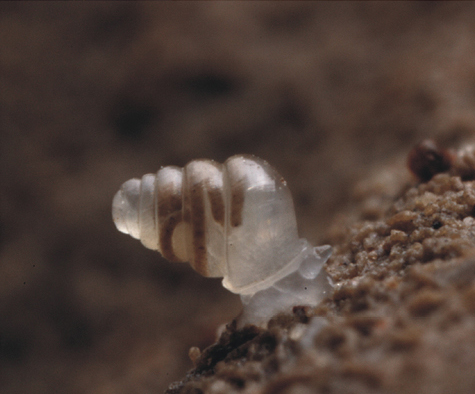
（クロアチアの地下980m付近）

全世界の寒帯から熱帯まで分布し、インド太平洋の熱帯から亜熱帯にかけては特に種類が多い。日本では南西諸島で種類が多く、暖流の影響がある東京湾周辺までに複数種の記録がある。東京湾以北では極端に種数が減るが、海岸性の種ではナギサノシタタリ Microtralia alba が北海道南部まで、ウスコミミガイ Laemodonta exaratoides が東北地方まで分布する他、完全陸生のエゾケシガイ Carychium sibiricum が北海道北部まで分布する。
生息環境は種類によって異なり、外洋に面した岩礁海岸の潮間帯、内湾の干潟、ヨシ原、マングローブ等でそれぞれ異なる種類が生息する。多くの種は潮間帯上部や潮上帯に生息し、岩場、転石や流木の下、礫の間などに見られる。満潮時に水没するような場所に生活するものから、水域からやや離れた海岸のブッシュに生息するものまである。汽水域周辺には特に種類が多いが、淡水域周辺には原則として見られない。
ケシガイ亜科のものは完全陸生で平地の草地や山地樹林の落葉層などに生息するほか、Zospeum などの洞窟性の種も知られ、貝類中で最も地底深くに生息するとされる Zospeum tholussum はクロアチアの地下1,392mの洞穴内にまで生息する。
多くの種が集団で生活し、一つの石や流木の下に複数種が見られることも少なくない。一般に日中は礫間や物の下など物陰に隠れ、夜間に表面に這いだして活動するものが多いが、マングローブに生息するものではウラシマミミガイ Cassidula mustelina のように昼間も木に登っているものもある。植物遺骸、デトリタス、藻類などを餌にしている。
雌雄同体で、他個体と交尾して産卵する。卵は泥上や石その他の物の表面にゼラチン質の卵塊として産み付けるものが多い。卵塊は細長い紐状（オカミミガイやユダノミミガイ）、蚊取り線香のような渦巻状（Cassidula など）、不定形（Ovatella 属や Melampus 属の一部）、楕円形のドーム状（Detracia 属の一部）など、種や属によって異なる。海岸に生息する種にはベリジャー幼生として一旦海水中に浮遊するものも多く、それらの種は海岸から完全に離れて生活することはできない。年に数回しか冠水しない高潮帯に生息する種では、その時期に合わせて産卵し、冠水によって幼生が孵化するものもある。

## 分類
亜科などの分類は主に生殖器などの解剖学的な形質によってなされているが、種類間の差異は貝殻表面の殻皮・細かい溝・毛・斑紋・色帯、殻口の肥厚・歯の数・太さなどに現れ、同定の手がかりとなる。
| - Carychiinae 亜科 - ケシガイ亜科 ※陸上の湿潤林に生息する塔形の微小貝類。独立した「ケシガイ科」とする見解もある。 - Carychium 属 - ケシガイ、ナガケシガイなど - Zospeum 属 - Ellobiinae 亜科 - オカミミガイ亜科 - Auriculastra 属 - ナラビオカミミガイ、ナガオカミミガイなど - Auriculinella 属 - Blauneria 属 - サカマキオカミミガイ - Cylindrotis 属 - ナズミガイ - Ellobium 属 - オカミミガイ、ミダノミミガイなど - Melampinae 亜科 - ハマシイノミガイ亜科 - Detracia 属（Melampus の亜属とすることもある）- デンジハマシイノミガイなど - Melampus 属 - Melampus 亜属 - ハマシイノミガイなど - Micromelampus 亜属 - キヌカツギハマシイノミガイ、ウルシヌリハマシイノミガイなど - Pila 亜属 - ツヤハマシイノミガイ - Signia 亜属 - ヌノメハマシイノミガイ - Microtralia 属 - ナギサノシタタリなど - Pseudomelampus 属 - Sarnia 属 - Tralia 属 | - Pedipedinae 亜科 - ヒヅメガイ亜科 - Creedonia 属 - Leuconopsis 属 - Marinula 属 - Pedipes 属 - ヒヅメガイなど - Pythiinae 亜科 - Allochroa 属 - カシノメガイなど - Cassidula 属 - シイノミミミガイ、ウラシマミミガイ、コウモリミミガイなど - Laemodonta 属 - クリイロコミミガイ、ウスコミミガイ、マキスジコミミガイなど - Myosotella 属 - Ophicardelus 属 - Ovatella 属 - Pleuroloba 属 - Pythia 属 - マダラヒラシイノミガイ、クロヒラシイノミガイ、オキヒラシイノミガイ、ヒメヒラシイノミガイなど - †Zaptychiinae 亜科（化石種） |

## 人間との関わり
現代においてオカミミガイ類は人類に利用されることは少ないが、人類の活動の影響で絶滅が危惧されている種類が多い。もともと環境の変化に弱い種類が多いこともあるが、特に内湾性の種類は埋立・干拓・浚渫・環境汚染などで大きく個体数を減らしている。さらに収集家による採集も個体数減少に拍車をかけている。
日本の環境省が作成した貝類レッドリストでは、1991年版ではオカミミガイ科は全く扱われず、2000年版ではナガケシガイただ1種がケシガイ科として搭載されたに過ぎなかった。これは陸産種と淡水産種のみが対象となっていたことも理由である。しかし干潟などの種が追加された2007年版では計39種類が掲載されており、これは日本産の内湾性種のほぼ全種にあたる。うち絶滅寸前とされる「絶滅危惧I類」は18種類、ケシガイ類は日本産全5種のうち2種が掲載されている。外洋に面した海岸に生息するハマシイノミガイやカシノメガイなどは掲載されていないが、各都道府県が独自に作成したレッドリストで掲載されている場合がある。
| 和名                       | 学名                                       | 画像 | 2000年版   | 2007年版     | 備考             |
| -------------------------- | ------------------------------------------ | ---- | ---------- | ------------ | ---------------- |
| コハクオカミミガイ         | Auriculodes opportunatum                   | -    | -          | 絶滅危惧I類  |                  |
| カタシイノミミミガイ       | Cassidula crassiuscula                     | -    | -          | 絶滅危惧I類  |                  |
| ヒメシイノミミミガイ       | Cassidula paludosa nigurobrunnea           | -    | -          | 絶滅危惧I類  |                  |
| シイノミミミガイ           | Cassidula plecotrematoides japonica        |      | -          | 絶滅危惧I類  |                  |
| ヘゴノメミミガイ           | Cassidula schmackeriana                    | -    | -          | 絶滅危惧I類  |                  |
| コウモリミミガイ           | Cassidula vespertilionis                   | -    | -          | 絶滅危惧I類  |                  |
| ナズミガイ                 | Cylindrotis quadrasi                       | -    | -          | 絶滅危惧I類  |                  |
| デンジハマシイノミガイ     | Detracia sp.                               | -    | -          | 絶滅危惧I類  |                  |
| カドバリコミミガイ         | Laemodonta bella                           | -    | -          | 絶滅危惧I類  |                  |
| クリイロコミミガイ         | Laemodonta siamensis                       |      | -          | 絶滅危惧I類  |                  |
| コベソコミミガイ           | Laemodonta sp.                             | -    | -          | 絶滅危惧I類  |                  |
| アツクチハマシイノミガイ   | Melampus cristalus                         | -    | -          | 絶滅危惧I類  |                  |
| ウルシヌリハマシイノミガイ | Melampus nucleus                           | -    | -          | 絶滅危惧I類  |                  |
| トリコハマシイノミガイ     | Melampus phaeostylus                       | -    | -          | 絶滅危惧I類  |                  |
| ニハタズミハマシイノミガイ | Melampus sculptus                          | -    | -          | 絶滅危惧I類  |                  |
| キヌメハマシイノミガイ     | Melampus sulculosus                        | -    | -          | 絶滅危惧I類  |                  |
| オウトウハマシイノミガイ   | Melampus sp.                               | -    | -          | 絶滅危惧I類  |                  |
| オキヒラシイノミガイ       | Pythia cecillei                            |      | -          | 絶滅危惧I類  |                  |
| ナラビオカミミガイ         | Auriculastra duplicata                     |      | -          | 絶滅危惧II類 |                  |
| サカマキオカミミガイ       | Blauneria quadrasi                         | -    | -          | 絶滅危惧II類 |                  |
| オカミミガイ               | Ellobium chinense                          |      | -          | 絶滅危惧II類 |                  |
| イササコミミガイ           | Laemodonta octanflacta                     | -    | -          | 絶滅危惧II類 |                  |
| キヌカツギハマシイノミガイ | Melampus sincaporensis                     |      | -          | 絶滅危惧II類 |                  |
| コデマリナギサノシタタリ   | Microtralia sp.                            | -    | -          | 絶滅危惧II類 |                  |
| ヒヅメガイ                 | Pedipes jouani                             | -    | -          | 絶滅危惧II類 |                  |
| ヒメヒラシイノミガイ       | Pythia nana                                | -    | -          | 絶滅危惧II類 |                  |
| ナガオカミミガイ           | Auriculastra elongate                      | -    | -          | 準絶滅危惧   |                  |
| ウラシマミミガイ           | Cassidula mustelina                        | -    | -          | 準絶滅危惧   |                  |
| ヒゲマキシイノミミミガイ   | Cassidula plecotrematoides plectrematoides | -    | -          | 準絶滅危惧   |                  |
| ウスコミミガイ             | Laemodonta exaratoides                     |      | -          | 準絶滅危惧   |                  |
| シュジュコミミガイ         | Laemodonta minuta                          | -    | -          | 準絶滅危惧   |                  |
| マキスジコミミガイ         | Laemodonta monilifera                      |      | -          | 準絶滅危惧   |                  |
| ヘソアキコミミガイ         | Laemodonta typica                          | -    | -          | 準絶滅危惧   |                  |
| ヌノメハマシイノミガイ     | Melampus granifer                          | -    | -          | 準絶滅危惧   |                  |
| チビハマシイノミガイ       | Melampus parvulus                          | -    | -          | 準絶滅危惧   |                  |
| ホソハマシイノミガイ       | Melampus taeniolatus                       | -    | -          | 準絶滅危惧   |                  |
| ナギサノシタタリ           | Microtralia acteocinoides                  | -    | -          | 準絶滅危惧   |                  |
| クロヒラシイノミガイ       | Pythia pachyodon                           | -    | -          | 準絶滅危惧   |                  |
| マダラヒラシイノミガイ     | Pythia pantherina                          | -    | -          | 準絶滅危惧   |                  |
| ナガケシガイ               | Carychium cymatoplax                       | -    | 準絶滅危惧 | 準絶滅危惧   | ケシガイ科で登載 |
| ケシガイ                   | Carychium pessimum                         | -    | -          | 準絶滅危惧   | ケシガイ科で登載 |